# エンタークルーズ
エンタークルーズはオンラインゲーム（ブラウザゲーム）サービスの提供を行うポータルサイトであり、以前はエンタークルーズ株式会社（英名：EnterCrews CO., LTD.）によって運営されていた。現在はファンネルグループによって運営されている。

## 沿革
- 2009/09/02　-	株式会社エンタークルーズ 設立（代表取締役社長 金明均）
- 2010/01/27　-	「GYOKUJI〜旗揚げの時〜」正式サービス開始
- 2010/06/24　-	「レジェンドオブサッカークラブ」正式サービス開始
- 2010/08/25　-	「マイケル・ジャクソン」のオンラインゲーム化権ライセンス合意契約
- 2010/09/03　-	「IMPERIAL HEARTS」正式サービス開始
- 2010/11/12　-	自社開発第一弾タイトル「ブラウザ銀河大戦」正式サービス開始
- 2011/01/31　-	「ブラウザ銀河大戦」NEOWIZ社に韓国独占提供のライセンス契約締結
- 2011/04/12　-	 フルブラウザMMORPG「ラカトニア」日本独占提供契約締結
- 2011/05/12　-	「NAVYFORCE-ネイビーフォース-」正式サービス開始
- 2011/07/22　-	「ラカトニア」正式サービス開始
- 2012/01/23　-	事業拡大の為 東京都日本橋茅場町へ移転
- 2013/02/01　-	株式会社エンタークルーズ、株式交換により株式会社モブキャストの完全子会社となる。商号を株式会社モブキャストイーシーに変更。
- 2013/07/17　-　株式会社モブキャストイーシーの商号をモブキャストグローバルに変更
- 2014/03/01　-　funnel Malaysia Sdn. Bhd.がエンタークルーズを中心とした株式会社モブキャストグローバルのPCオンラインゲーム事業を譲り受ける[2]。

## 提供中のオンラインゲーム
全てのゲームにおいて、アイテム課金制を採用している。
- ラカトニア

オンラインMMORPG。
- ブラウザ銀河大戦

戦略シミュレーション

## 運営終了
- 2011/05/31 - Gyokuji サービス終了
- 2011/09/20　-　インペリアルハーツ　サービス終了
- 2011/11/30　-　ネイビーフォースサービス終了
- 2014/02/14　- Jagged Alliance Onlineサービス開始断念を発表。

タクティカルRPG。オープンベータテスト中断後正式サービスに至らなかった。

## 終了したチャネリングサービス
- 猫ディフェンス
- Gods War
- The War2

ゲームヤロウの破綻に伴い、サービスが終了した。